# 90式空対空誘導弾
90式空対空誘導弾（）は、日本が開発した短距離空対空ミサイル。開発名称はAAM-3。開発・量産主契約会社は三菱重工業。
AIM-9Lサイドワインダーの後継として開発され、より敏感な温度差の検知での目標の捕捉や追跡能力の向上、ミサイル本体の飛翔運動性の向上が図られている。1974年頃から研究は開始されていたが、1986年から本格開発がなされ、1990年（平成2年）に制式承認され、航空自衛隊で正式採用されている。

## 特徴
誘導方式はパッシブ二波長光波（赤外線・紫外線）ホーミング、信管はアクティブ・レーザー近接信管。前部には、ミサイルの運動性を向上させる大きい切り欠きのカナードが装備され、末端に安定翼がある。日本電気が開発したシーカーが用いられており、ノイズ除去回路と組み合わされることで、光波妨害技術 (IRCCM) に対する抗堪性が非常に高いと言われている。加えて、シーカーの首振り角度が大きく、そのためミサイル先端のドーム部がサイドワインダーより大きい。オフボアサイト能力も高く、ミサイルの制御には、従来のホットガスを用いたガスサーボ方式と違って反応が早くキメ細かな制御が可能なダイレクトドライブ式電動サーボアクチュエータを採用している。また、バンク・トゥ・ターン技術を導入し、シーカーも首振り角も拡大して2色赤外線としたことで高い命中率を発揮している。近接信管はシーカーと同様日本電気製でレーザーを用いた光学式である。弾頭には効率的に大きな攻撃力を与えることが可能な指向性弾頭が採用されている。そのため、総合的な能力はAIM-9Lを上回るとされる。
AAM-2ではコストが最大の課題で採用されなかったことから、AAM-3では開発経費（122億円）を削減する努力が行われた。しかし、価格は高くサイドワインダーの倍近い価格となっている。生産は後継ミサイルである04式空対空誘導弾にシフトされている。
本ミサイルを改造したカメラポッドも製作されている。

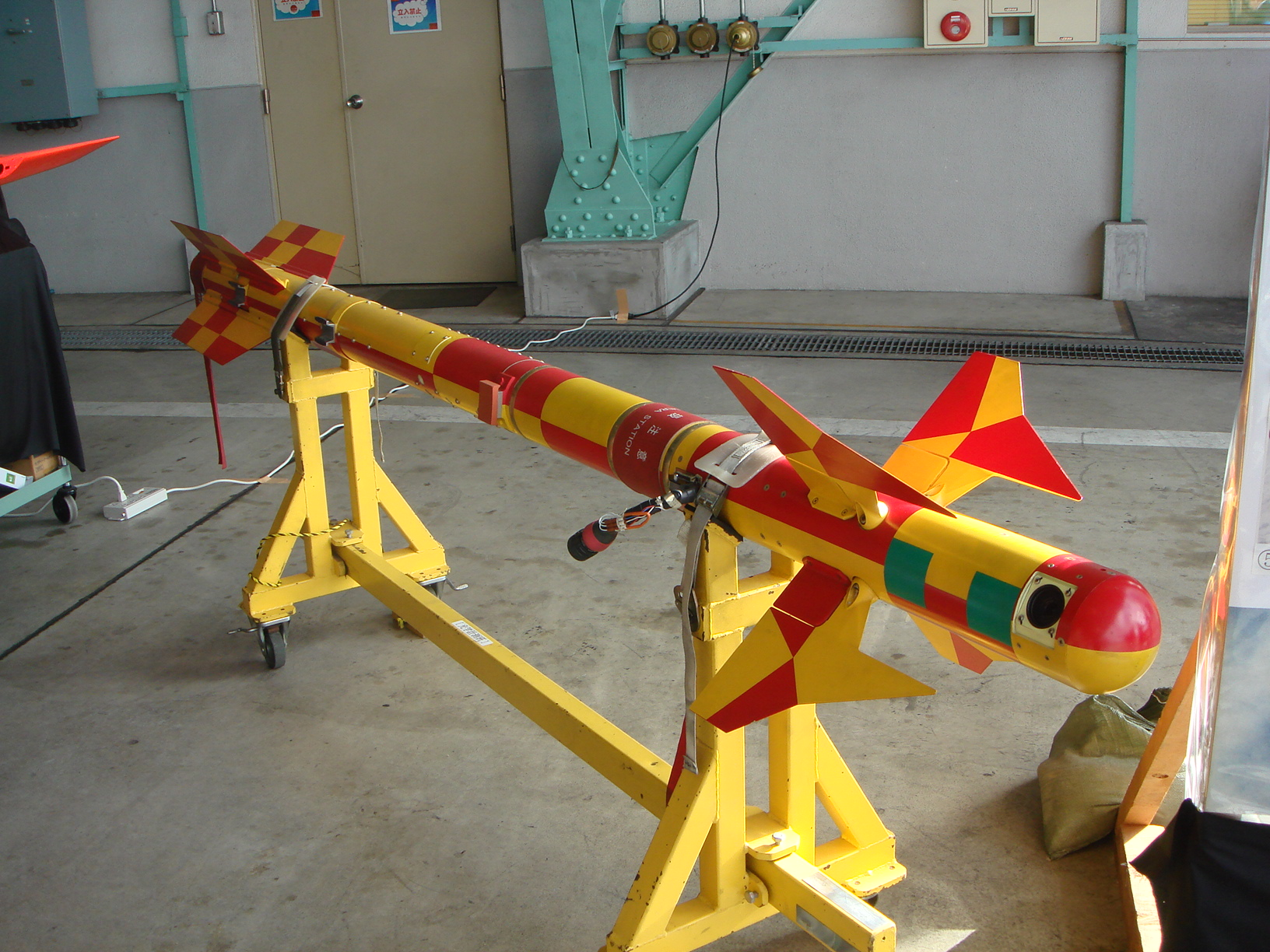
AAM-3改造カメラポッド

## 運用機
- F-15J/DJ
- F-2
- F-4EJ改